# 波爾克縣 (田納西州)
波爾克縣（英語：Polk County）是美國田納西州東南角的一個縣，東鄰北卡羅萊納州，南鄰喬治亞州。面積1,146平方公里。根據美國2000年人口普查，共有人口16,050人。縣治本頓（Benton）。
成立於1839年11月28日。縣名當時的州長，後來成為第十一任總統的詹姆斯·諾克斯·波爾克。